# Herb Fidżi
Herb Fidżi – jeden z oficjalnych symboli Fidżi. 

## Historia
Herb został nadany Fidżi przez Wielką Brytanię 4 lipca 1908, było ono wówczas kolonią tego państwa. Od 1970 roku widnieje także na fladze Fidżi, ale bez wojowników.

## Opis
Godło jest połączeniem symboli Fidżi i Wielkiej Brytanii, jest podzielone na pięć części przez krzyż św. Jerzego, który jest znakiem Anglii. Nad nim znajduje się lew na czerwonym tle, trzymający kokos. Kolejne jego części to:
- trzcina cukrowa
- palma kokosowa
- kiść bananów
- gołąb pokoju

Ponad tarczą  zawój czerwono-biały nad nim brązowo-biała łódź tubylców. Pod tarczą znajduje się  rozwinięta wstęga z napisem Rerevaka na Kalou ka doka na Tui (Bój się Boga i czcij królową), na której stoją dwaj fidżyjscy wojownicy w tradycyjnych strojach.